# Otto Rasch
SS-Gruppenführer Otto Rasch (7. prosince 1891 – 1. listopadu 1948, Wehrstedt) byl vysoce postavený nacistický úředník na obsazeném východním území, který velel Einsatzgruppe C (severní a střední Ukrajina) do října 1941. Jako velící důstojník byl pachatelem holokaustu a masovým vrahem.
Rasch se narodil ve Friedrichsruh v severním Německu. Získal dva doktoráty a byl známý jako „Dr Dr Rasch“ v souladu s německou akademickou tradicí. Organizoval budování koncentračního tábora v Soldau. Rasch byl obžalován v roce 1948 v Norimberku v procesu s příslušníky Einsatzgruppen, ale o něco později v tomto roce zemřel.

## V beletrii
- Dr. Rasch vystupuje v románu amerického autora Jonathana Littella "Laskavé Bohyně" (v originále Les Bienveillantes). Navrhuje, že by se armáda měla zaměřovat na boj s bolševizmem, který by se neměl ztotožňovat s Židy.